# Edvard Fortunatus av Baden
Edvard Fortunatus av Baden, född 17 september 1565 på Bedford House i London, död 18 juni 1600, var regerande markgreve av Baden-Rodemachern.

## Biografi
Edvard Fortunatus var son till markgreven Kristoffer II av Baden-Rodemachern och svenska prinsessan Cecilia Vasa.
Sitt namn fick han av drottning Elisabet I av England, som bar honom till dopet i London. Under sitt första år växte han upp i Hampton Court Palace. Vid faderns död 1575 blev han markgreve av Baden-Rodemachern, och fick genom sin förmyndares, hertig Vilhelm V av Bayern, agerande en romersk-katolsk uppfostran. År 1584 konverterade han till katolicismen. År 1587 besökte han sina släktingar i Sverige, åtföljde samma år kung Sigismund till Polen och blev av honom 1588 utsedd till chef för Polens tullar och bergverk. Samma år ärvde han Baden-Badens område.
Sina besittningar vanvårdade han emellertid och inkomsterna därifrån slösade han bort på dyrbara resor. År 1594 besatte därför hans släkting Ernst Fredrik av Baden-Durlach hela Baden-Baden för att rädda landet från pantsättning. Edvard bodde därefter mest i Bryssel. Han sändes 1597 på uppdrag av Spaniens regering till Tyskland för att värva legosoldater. År 1598 åtföljde han sin kusin Sigismund på dennes härjningar i Sverige och omtalas såsom närvarande i träffningen vid Stegeborg och slaget vid Stångebro. Sina sista år var han ett redskap i jesuiternas händer; hans död förorsakades av ett fall utför en stentrappa, enligt uppgift under rusets inflytande.

## Familj
Edvard Fortunatus gifte sig 13 mars 1591 i Bryssel med baronessan Maria van Eicken och fick med henne fyra barn.
1. Anna Maria Lukretia (1592–1654)
2. Vilhelm I (1593–1677), senare markgreve av Baden
3. Herman Fortunatus (1595–1665)
4. Albrekt Karl (1598–1626)